# Taillepied
Taillepied – miejscowość i gmina we Francji, w regionie Normandia, w departamencie Manche.
Według danych na rok 1990 gminę zamieszkiwało 26 osób, a gęstość zaludnienia wynosiła 12 osób/km² (wśród 1815 gmin Dolnej Normandii Taillepied plasuje się na 851. miejscu pod względem liczby ludności, natomiast pod względem powierzchni na miejscu 1085.).